# Arnald von Villanova

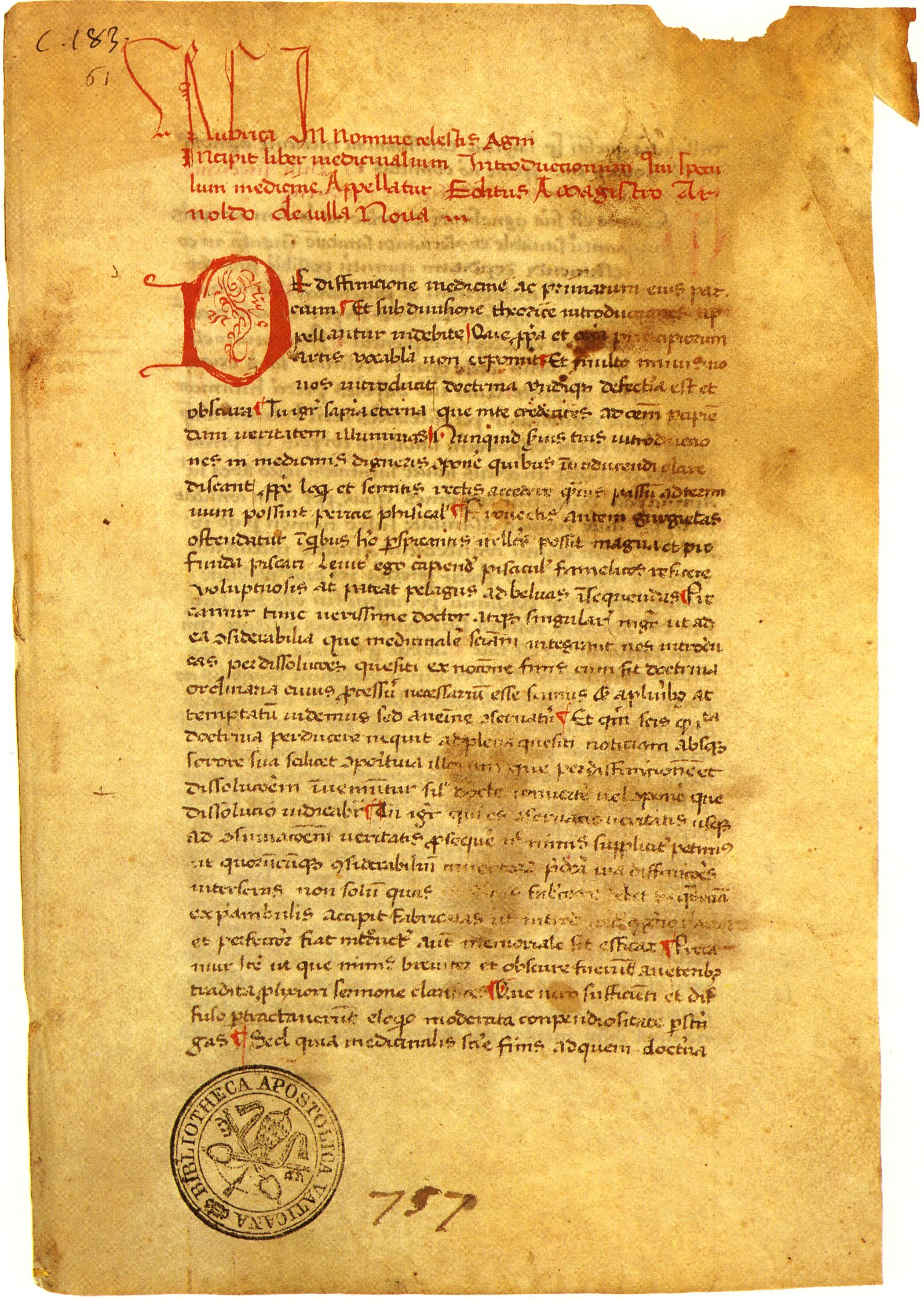
Arnaldus de Villanova, Speculum medicinae in der Handschrift Rom, Biblioteca Apostolica Vaticana, Vaticanus Palatinus lat. 1818, fol. 1r (1440 geschrieben)

Arnald von Villanova, lateinisch Arnaldus de Villanova (lateinisch auch Arnoldus de Villa Nova, deutsch auch Arnold von Villanova, katalanisch Arnau de Vilanova, französisch Arnaoult de Ville-Neuve oder Arnaud de Villeneuve; * um 1235 bei Valencia; † 6. September 1311, wahrscheinlich auf dem Ligurischen Meer) war ein katalanischer Arzt und Pharmazeut sowie Hochschullehrer und Laientheologe. Er war Leibarzt von Königen und Päpsten. Er diente den Königen von Aragon auch als Diplomat und versuchte sich als Kirchenreformer, wurde aber auf diesem Gebiet als Häretiker angesehen.

## Leben
Arnald von Villanova ging auf eine Schule der Dominikaner und studierte um 1260 an der Universität Montpellier. Ein Studium in Neapel ist eine spätere Legende. Er hatte ein hohes Ansehen als Arzt, wurde Leibarzt der Könige von Aragon (Peter III., Alfons III., Jakob II.). Außerdem diente er den Königen von Aragon als Diplomat in Paris, Rom und Avignon (dem damaligen Sitz des Papstes). Ab 1291 lehrte er Medizin an der Universität Montpellier. Er befasste sich neben Medizin und Pharmazie auch mit Theologie, Philosophie und Mystik und geriet ab 1299 in Konflikt mit der theologischen Fakultät in Paris. Seine theologischen Ansichten wurden von der Inquisition als häretisch angesehen. Er war Leibarzt für verschiedene Päpste in Rom und Avignon (Bonifaz VIII., Benedikt XI., Clemens V.), sein Bemühen um päpstliche Unterstützung hatte erst 1305 Erfolg. 1309 verlor er die Gunst der Könige von Aragon und wurde Leibarzt von Friedrich II. von Sizilien, dem Bruder von Alfons III. und König von Sizilien. In dessen Dienst starb er auf einer Seereise bei einem Schiffbruch. Nach einigen Autoren war er als Arzt auf dem Weg zu Papst Clemens V. in Avignon und starb vor der Küste Genuas.

## Werk

Opere

Als sein Hauptwerk galt lange Zeit das Breviarium practicae medicinae, ein Handbuch der Medizin. Dieses Werk gilt allerdings mittlerweile als Pseudoepigraph. Arnald von Villanova, der auch Griechisch beherrschte, übersetzte Avicenna (dessen Traktat über die Medikamente für das Herz) und Galen aus dem Arabischen, kam zu dem Urteil, dass Avicenna das griechische Werk des Galen nur oberflächlich gelesen hätte, und schrieb ein Handbuch für Militärärzte (Regimen castra sequentium).
Er führte Weingeist (Alkohol, von ihm Aqua Vini und Aqua Vitae genannt), entstanden aus Destillation von Wein, in die abendländische Medizin ein. In dessen Verwendung hatte er allerdings Vorläufer (z. B. Taddeo Alderotti). Der Name Lebenswasser deutet schon an, dass er es als eine Art Universalmedizin betrachtete. Er gewann damit auch alkoholische Extrakte aus Heilkräutern für medizinische Zwecke, z. B. Einreibungen. Die erfolgreiche Technik der Gewinnung von Wirkstoffen aus Pflanzen, Mazeration genannt, wird heute noch für medizinische Zwecke ebenso verwandt, wie für die Gewinnung von Aromastoffen z. B. für bestimmte Liköre oder Magenbitter.
In die Pharmakologie der damaligen „Schule von Montpellier“ brachte er seine vom thermischen Gegensatzpaar heiß-kalt her definierte Intensitätsberechnung ein. Wie Wilhelm von Brescia gehörte Arnald zu den Exponenten einer quantifizierenden und komplexen Pharmazie wie sie die hochgradig rationalisierte Pharmakologie der Schule von Montpelliers im 13. Jahrhundert erkennen lässt.
Einer späteren Legende nach erfand er auch den Vin Doux Naturel, nämlich dass man die Gärung des Traubenmostes durch Zugabe von Weingeist, zum Stillstand bringen konnte. Auf diese Weise wurde der Wein haltbar, ging nicht in Essig über, und behielt gleichzeitig einen Rest seines natürlichen Zuckers. Mit der Methode der „mutage“ (verstummen lassen; Stoppen der Gärung von Wein durch Zugabe von Alkohol oder Schwefeldioxid), bescherte er danach den natursüßen Weinen im Mittelalter und noch lange danach beachtlichen Erfolg. Auf dieser Entwicklung beruhen u. a. auch Portwein und Madeira, nicht jedoch Sherry (siehe dort).
Wie auch bei Albertus Magnus, der auch (fortgeschrittene) Techniken der Alkoholdestillation beschreibt, und Ramon Llull ist nicht ganz klar, ob entsprechende Texte bei Arnald zur Alkoholdestillation nicht spätere Unterschiebungen sind. Zumindest die Erzeugung von Weinbrand erfordert fortgeschrittene Destillationstechniken die erst im späteren Mittelalter aufkamen.
Weiterhin soll er der Erste gewesen sein, der Lackmus als Indikator für Säuren und Basen entdeckte und einsetzte.
Arnald von Villanova erzielte spektakuläre Heilerfolge in seiner Therapie gegen Nierensteine und verfasste um 1308 zudem ein augenheilkundliches Werk.

## Alchemie
Arnaldus de Villanova lehnte die Alchemie ab (er bezeichnete Alchemisten als unwissend und wahnwitzig). Wie auch Ramon Llull wurden ihm aber von späteren Autoren ab dem 14. Jahrhundert alchemistische Werke untergeschoben, um diesen mehr Autorität zu verleihen. Sie fanden auch Eingang in Sammelwerke wie das Theatrum Chemicum (ab 1602). Von Einfluss in der Alchemie war allerdings seine Alkoholdestillation, zum Beispiel mit Einfluss auf Johannes von Rupescissa.

## Traumforscher
In der Geschichte der Traumforschung vor Sigmund Freud spielt Arnaldus de Villanova auch eine wichtige Rolle. So erwähnte er den diagnostischen Nutzen mancher Träume. Dabei verglich er die Träume mit einer Lupe, durch die man Krankheitssymptome erkennen könne, schon lange vor ihrer Wahrnehmbarkeit im Wachbewusstsein. So berichtete er beispielsweise von einem Kranken, der träumte, dass ihm mit einem Stein auf das Ohr geschlagen werde. Kurz danach bekam dieser Mann eine schwere Ohrenentzündung.

## Schriften (Auswahl)
Medizin

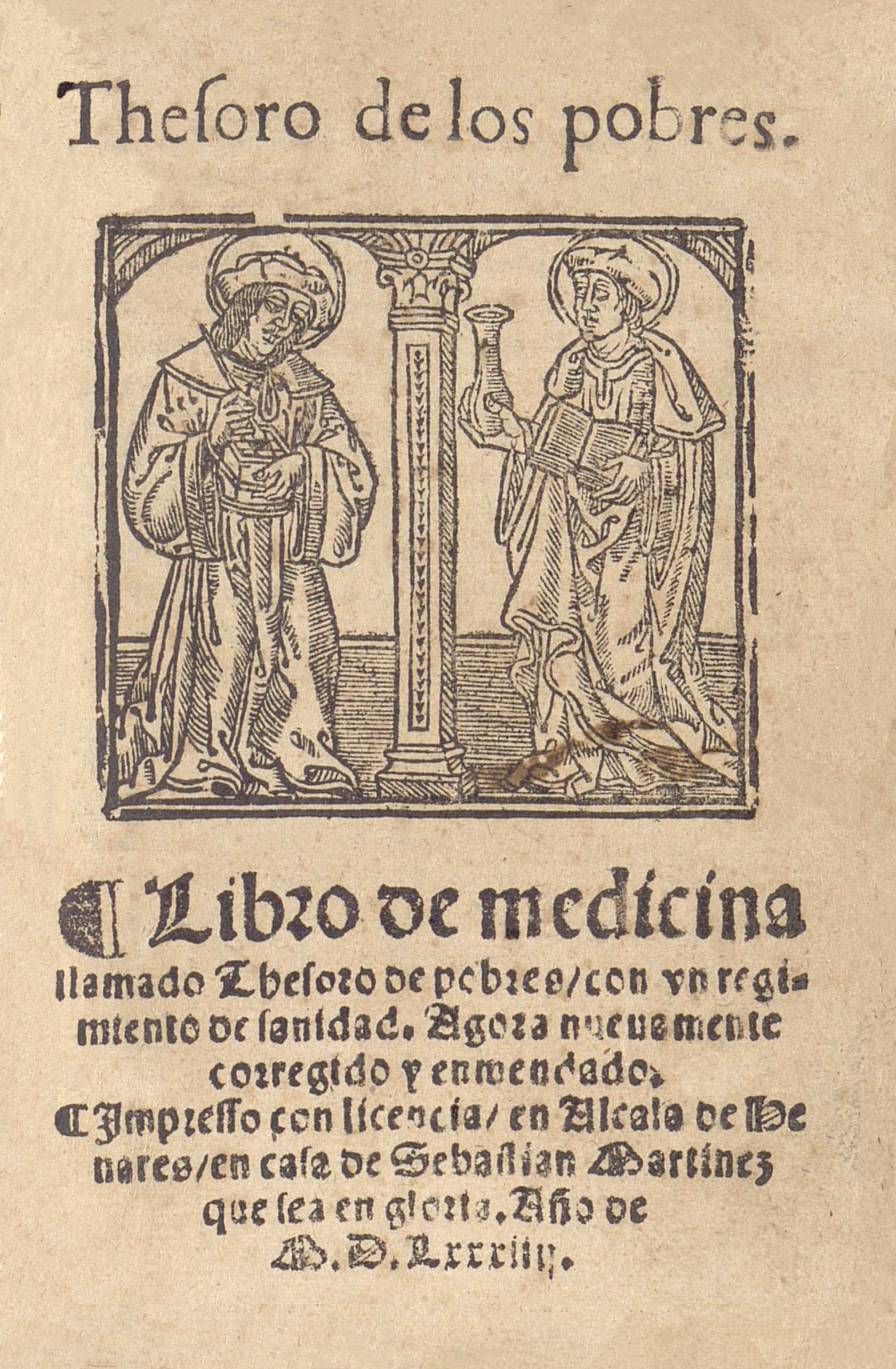
Thesoro de los pobres (1584).

- Breviarium practicae medicinae (Pseudoepigraph)[3]
  - als Breviarium practicae, a capite usque ad plantam pedis. In: Arnald von Villanova: Opera omnia. Basel 1585.
- Libellus de signis leprosorum.
- Libellus Regiminis de confortatione visus secundum sex res non naturales. Montpellier um 1308.[15]
- Regimen sanitatis ad regem Aragonum.[16] Verbreitung fand der Text vor allem in spanischen und italienischen Übersetzungen, in deutscher Sprache fragmentarisch enthalten in einer Regel der Gesundheit des 14. Jahrhunderts.
- Regimen sanitatis cum expositione magistri Arnaldi de Villanova Cathellano noviter impressus. Bernardinus Venetus de Vitalibus, Venedig 1480.
- De conservanda bona valetudine: opusculum scholae Salernitanae; ad Regem Angliae. Antverpiae: Withag, 1562, urn:nbn:de:hbz:061:2-148624 Digitalisierte Ausgabe der Universitäts- und Landesbibliothek Düsseldorf
  - Schola Salernitana sive De conservanda valetudine praecepta metrica. Autore Joh. de Mediolano cum Arnoldo de Villanova […] ex recensione Zachariae Sylvii, Medici Roterodamensis. Cum ejusdem praefatio. Nova editio, Augsburg (Johann Jacob Lotter) 1753.

Deutsche Übersetzungen
- Paul Diepgen (Hrsg. und Übers.): Des Meisters Arnald von Villanova Parabeln der Heilkunst. Wissenschaftliche Buchgesellschaft, Darmstadt 1968.

Thema Wein
- Liber de vinis (entstanden um 1310 in Afrika). Der Text wurde 1358 ins Hebräische übersetzt und wurde danach auch in deutscher Sprache publiziert.
  - Deutsche Ausgabe: Der Weintraktat des Arnoldus de Villa Nova. (Wien, bei Johann Singriener 1532). Neudruck, hrsg. und mit einem Vorwort versehen von Lothar Hempe. Metzger, Stuttgart 1956.
  - Deutsche Ausgabe: Liber de vinis (In deutscher Übersetzung von Wilhelm von Hirnkofen). 15. Jahrhundert (Inkunabeldruck in der Universitätsbibliothek Würzburg, Signatur: I.t.p. CCLX), neben Arnald von Villanova auch auf andere Quellen (Gottfried von Franken: Pelzbuch) zurückgehend.[17]
  - The earliest printed book on wine by Arnold of Villanova, 1235–1311, now for the first time rendered into English and with an historical essay, with facsimile of the original edition 1478. Hrsg. von Henry E. Sigerist, New York 1943.

Deutsche Übersetzung der spirituellen Werke
- Arnau de Vilanova, Über den Antichrist und die Reform der Christenheit, übers. von Alexander Fidora, Barcino/Lit, Barcelona/Münster i. W., 2015 (Katalanische Literatur des Mittelalters. Band 8).

Fälschliche Zuschreibungen
Einige medizinische Werke sind ihm nur untergeschoben. Zu den Schriften des „Pseudo-Arnaldus“ gehören etwa die Epistula de virtute quercus (Pharmakologie und Magie von Eiche und Eichenmistel, wahrscheinlich aus Deutschland Ende des 14. Jahrhunderts) und das Regimen sanitatis Salernitanum sowie der im 14. Jahrhundert entstandene, ebenfalls pseudoarnaldische Rosarius philosophorum:
- Regimen sanitatis Salernitanum. Mit Kommentar von Arnoldus de Villa Nova. Johann von Paderborn, Löwen nicht vor 1477 und nicht nach 1482 (Digitalisat)

In der Alchemie wurden ihm u. a. untergeschoben:
- Thesaurus Thesaurorum o Rosarius Philosophorum[19]
- Novum Lumen
- Flos Florum
- Epistula de Sanguine humano distillato[20] (Basel 1561)

Sammlungen seiner Werke wurden herausgegeben 1504 sowie 1505 (Opera omnia) und 1532 in Lyon, mit einer Biographie von Symphorianus Campegius, 1585 als Opera omnia bei Konrad Waldkirch in Basel, 1603 in Frankfurt am Main und erneut 1686 in Lyon.
Die Opera Medica Omnia Arnalds werden seit 1975 von der Universität Barcelona herausgegeben (Herausgeber u. a. J. A. Paniagua, Michael R. McVaugh und Luis Garcia-Ballester)
Online
- Excerpta medica – Mscr.Dresd.C.278. [o. O.] 1500, Online-Ausgabe der Sächsischen Landesbibliothek – Staats- und Universitätsbibliothek Dresden.
- Opus aureum. Frankfurt a. Mayn 1604, Online-Ausgabe der Sächsischen Landesbibliothek – Staats- und Universitätsbibliothek Dresden.
- Hermetis Trismegisti Phoenicum Aegyptiorum Sed et aliarum Gentium Monarchae Conditoris … sive Tabula Smaragdina. [Leipzig] 1657, Online-Ausgabe der Sächsischen Landesbibliothek – Staats- und Universitätsbibliothek Dresden.
- Hermetischer Rosenkrantz, Das ist: Vier schöne, außerlesene Chymische Tractätlein. [Hamburg] 1682, Online-Ausgabe der Sächsischen Landesbibliothek – Staats- und Universitätsbibliothek Dresden